# Višegrad
Višegrad (srbsko Вишеград) je mesto in občina v Bosni in Hercegovini.
Višegrad leži v vzhodni Bosni v Republiki srbski ob pritoku reke Rzav v Drino. V kraju stoji znameniti 180 m dolg stari most, eden najdragocenejših spomenikov otomanske arhitekture na Balkanu, ki ga je dal leta 1571 zgraditi veliki vezir Mehmed Paša Sokolović. Burno zgodovino mosta je v romanu Most na Drini(COBISS)  opisal srbski nobelovec Ivo Andrić, ki je svojo mladost preživel v Višegradu.